# Michael Foot
Ne doit pas être confondu avec l'historien britannique Michael R. D. Foot.
Pour les articles homonymes, voir Foot.
Michael Mackintosh Foot, né le 23 juillet 1913 à Plymouth et mort le 3 mars 2010 à Hampstead (Londres), est un homme politique britannique. Membre du Parti travailliste, chef du parti de 1980 à 1983, Michael Foot est considéré comme un des derniers tenants du travaillisme traditionnel (Old Labour) et de l'aile gauche, socialiste, du parti.

## Jeunesse et famille
Il appartient à une famille politique remarquable : son père Isaac est un parlementaire du Parti Libéral, un de ses frères (John) est membre de la Chambre des Lords, un autre (Hugh - Lord Caradon) diplomate et ambassadeur de la Grande-Bretagne, un troisième (Dingle) ministre de la justice travailliste. Son neveu Paul Foot (fils de Hugh) est journaliste d'investigation, chroniqueur et dirigeant trotskiste (Socialist Workers Party). Un cousin très distant de lui, aussi appelé Michael, est historien.
Michael Foot est diplômé du Wadham College d'Oxford en Philosophie, Politique et Économie.

## Journalisme
Diplômé, Michael Foot commence une carrière de journaliste. Il est notamment embauché par le magnat des journaux Lord Beaverbrook comme journaliste au Evening Standard. 

## Carrière politique
Parallèlement, Foot rejoint le Parti travailliste, et à 22 ans, est candidat malheureux lors des élections de 1935 dans la circonscription de Monmouth. Il se présente de nouveau lors des élections de 1945 dans la circonscription de Plymouth Devonport et est élu dans le sillage de la victoire travailliste. Il est réélu en 1950 et 1951 mais est battu en 1955. 
Au sein du Parti travailliste, Michael Foot se distingue rapidement comme une figure de l'aile gauche du parti, principal allié d'Aneurin Bevan alors ministre de la Santé et créateur du National Health Service, le service public de santé. 
Foot milite alors contre les armements nucléaires et crée la CND (Campaign for Nuclear Disarmament). 
À la mort d'Aneurin Bevan, Michael Foot parvient à se faire élire dans sa circonscription d'Ebbw Vale, au Pays de Galles, lors d'une élection partielle en 1960. Il retourne ainsi au Parlement. Il sera constamment réélu dans ce bastion travailliste jusqu'à sa retraite en 1992. 
Lorsque les travaillistes retournent au pouvoir en 1964, le premier ministre Harold Wilson lui propose d'entrer au gouvernement. Michael Foot refuse et préfère diriger la gauche du parti. Il s'oppose ainsi à certaines politiques du gouvernement qu'il juge trop modérées. Il se distingue également par son opposition à la guerre du Vietnam.
Après sa défaite en 1970, le parti travailliste prend un virage à gauche. Lorsque Harold Wilson revient au pouvoir en 1974, Michael Foot accepte de rejoindre le gouvernement comme ministre du Travail, avec comme objectif principal de conserver le soutien des syndicats au gouvernement, malgré des mesures impopulaires. 
Après la démission de Wilson en 1976, Michael Foot tente de prendre la tête du parti mais échoue de peu face à James Callaghan qui devient premier ministre. Michael Foot devient alors leader de la Chambre des communes et a la délicate tâche d'assurer la survie du gouvernement alors que la majorité travailliste, de seulement trois sièges après les élections de 1974, s'évapore lors d'élections partielles perdues.

## Chef du parti travailliste
Après la défaite des travaillistes lors des élections de 1979 face à Margaret Thatcher, Michael Foot défie James Callaghan pour la direction du parti. Soutenu par l'aile gauche du parti, il est élu en 1980. 
Son mandat est marqué par un virage à gauche du parti. Des tensions graves apparaissent entre la direction du parti, la tendance trotskiste Militant et l'aile droite du parti, qui quitte le parti en 1981 pour fonder le parti social-démocrate, ancêtre du Parti libéral-démocrate. 
Lors de la campagne pour les élections de 1983 le parti présente un programme très à gauche, qualifié par le député travailliste Gerald Kaufman de « plus longue note de suicide de l'histoire ». Le programme prévoyait notamment un désarmement nucléaire unilatéral, une politique économique plus interventionniste et une hausse des impôts sur le revenu. Le parti obtient son plus mauvais score depuis 1945 lors des élections de 1983 et manque de peu de finir à la troisième place. 
À la suite de cet échec, Michael Foot démissionne de la direction du parti et est remplacé par Neil Kinnock qui entame le long processus de rénovation du parti, plus tard poursuivi par Tony Blair.
Il devient un polémiste, orateur, pacifiste (Campagne pour le désarmement nucléaire - CND), député travailliste de gauche proche (avec Harold Wilson) d'Aneurin Bevan dont il écrit une biographie, ministre, chef malheureux du Parti travailliste de 1980 à 1983 (chef de l'opposition parlementaire de gauche sous Margaret Thatcher). Il est considéré comme le dernier représentant des archéo-travaillistes (Old Labour) par les blairistes, perçus comme modernisateurs.
En 2009, âgé de 96 ans, Michael Foot reste un fervent supporter du modeste club de football Plymouth Argyle et bat le record de longévité pour un ancien chef du parti travailliste. Il meurt le 3 mars 2010.